# Archaismus
Als Archaismus (latinisiert vom altgriechischen ἀρχαῖος archaĩos „alt“, „ehemalig“) wird in der Lexikologie ein Wort bezeichnet, dessen Gebrauchshäufigkeit abnimmt und das von den Sprechern einer Sprachgemeinschaft als altmodisch empfunden wird. Archaismen werden aber noch von einigen (vor allem älteren) Sprechern verwendet und sind vielen Sprechern geläufig, sie gehören zu deren passivem Wortschatz.
Untergegangene Wörter sind lexikalische Einheiten, die aus dem Vokabular der Gegenwartssprache ganz verschwunden sind oder nur noch in einigen erstarrten Redewendungen weiterexistieren (z. B. Kegel für „uneheliches Kind“, heute nur noch in der Wendung „mit Kind und Kegel“ gegenwärtig).
In der Rhetorik wird mit Archaismus die bewusste Verwendung altertümlicher Wörter oder Wendungen bezeichnet. Die bewusste Verwendung archaischer Wörter kann stilistische oder ideologische Gründe haben.

## Ursachen für das Verschwinden von Wörtern
Das Veralten und schließliche Verschwinden eines Wortes kann die folgenden Gründe haben:
1. Sprachinterne Gründe. Das Wort wird durch ein anderes, moderner klingendes Wort ersetzt, das aber das gleiche Objekt oder den gleichen Sachverhalt beschreibt (sintemal → weil; Oheim → Onkel); Verdrängung durch Homonymie: Verbindungen mit „after“ (hinter, nach), wie Afterrede, Aftersatzung, Aftergeburt und viele andere, wurden gemieden wegen Homonymie zu After (Anus).
2. Sprachexterne Gründe. Der Gegenstand, den dieses Wort bezeichnet, verschwindet aus unserer Alltagswelt (Lehnsherr, Lochkarte, Lure,  Bratkartoffelverhältnis). Diese Wörter werden auch Historizismen genannt. Sie müssen zum Beispiel immer dann verwendet werden, wenn über den mit dem Wort bezeichneten Sachverhalt gesprochen oder geschrieben werden soll.

Bei vielen Archaismen kann kein genauerer Grund für ihr Verschwinden angegeben werden.
Das Veralten kann sowohl ein Wort als Ganzes betreffen (Beispiel: Barbier → Frisör) oder nur eine Bedeutung des Wortes oder aber nur einen bestimmten Aspekt: die Schreibweise (Roulleau → Rollo), die Flexion (boll → bellte) etc.
Manche Archaismen überleben länger in Dialekten oder im Hochdeutschen eines bestimmten Landes (z. B. Velo in der Schweiz). Deshalb ist die Einstufung eines Wortes als Archaismus auch abhängig von der Sprachvarietät, die man betrachtet.

## Lexikografische Behandlung
Archaismen werden in Wörterbüchern, die den Wortschatz einer Sprache in ihrem gegenwärtigen Gebrauch kodifizieren, als veraltend oder veraltet markiert. Dies sind Kandidaten für die Tilgung in zukünftigen Auflagen des Wörterbuchs.
Sie werden immer wieder mit in Wörterbücher aufgenommen, um Kompetenzen für die Rezeption zeitlich zurückliegender Texte zu bewahren und auszubilden.
Mit Osman, 2003 (s. u. Literatur, erstmals 1971), liegt für das Deutsche ein Spezialwörterbuch (Archaismenwörterbuch) dieses pragmatisch markierten Lemmatyps vor.

## Pragmatischer Wert
Der pragmatische oder rhetorische Wert der Verwendung von Archaismen in einem gegenwartssprachlichen Kontext liegt darin, ein bestimmtes Zeitkolorit zu erzeugen (z. B. in literarischen Werken oder auf Mittelaltermärkten). Bisweilen soll eine Person durch ihre Sprechweise charakterisiert werden. Andererseits finden sich solche Bezeichnungen auch oft in geltenden Gesetzestexten und Verordnungen. Daher ist es im Einzelfall strittig, ob und wann ein Wort als Archaismus gilt.